# Colombey-les-Deux-Églises
Colombey-les-Deux-Églises è un comune francese di 700 abitanti situato nel dipartimento dell'Alta Marna nella regione del Grand Est.
Il paese è noto per essere stato luogo di residenza e poi di sepoltura di Charles de Gaulle, morto nel paese nel 1970. All'ex presidente dal 1972 è dedicato il Memoriale Charles de Gaulle, su cui si eleva una Croce di Lorena alta 43 metri e mezzo e simbolo del movimento Francia Libera.

## Società

### Evoluzione demografica
Abitanti censiti